# Norracoides discocellularis
Norracoides discocellularis är en fjärilsart som beskrevs av Embrik Strand 1916. Norracoides discocellularis ingår i släktet Norracoides och familjen tandspinnare. Inga underarter finns listade i Catalogue of Life.